# Esquirol terrestre pàl·lid
L'esquirol terrestre pàl·lid (Xerus rutilus) és una espècie de rosegador de la família dels esciúrids. Viu a Djibouti, Eritrea, Etiòpia, Kenya, Somàlia, el Sudan del Sud, el Sudan, Tanzània i Uganda. Es tracta d'un animal diürn. El seu hàbitat natural són les sabanes o els matollars amb una precipitació anual de 800 mm o menys. És una espècie en risc mínim, és a dir, no sembla que hi hagi cap amenaça significativa per a la seva supervivència.